# Setge de la Meca (692)
El setge de la Meca del 692 formà part de la Segona guerra civil islàmica.

## Antecedents
Després de la mort d'Al-Hussayn ibn Alí a la batalla de Karbala, Abd-Al·lah ibn az-Zubayr, fill d'Az-Zubayr ibn al-Awwam, que ja s'havia revoltat contra Alí a la batalla del Camell, va proclamar el seu califat el 680 i la deposició de Yazid I. Yazid va enviar contra els rebels Muslim ibn Uqba al-Murrí que va derrotar els medinesos a al-Harra el 683. La mort de Muslim no va impedir d'assetjar la Meca, on es trobava ibn az-Zubayr, el 24 de setembre, però als 64 dies els assetjants es van assabentar de la mort de Yazid i van aixecar el setge.
Després de la sobtada mort de Yazid i Muàwiya II va esclatar una guerra civil a Síria. Després de vèncer Mussab ibn az-Zubayr a la batalla de Dayr al-Jathalik el 691, al-Hajjaj ibn Yússuf va rebre orde del califa Abd-al-Màlik ibn Marwan de sortir de Kufa i marxar contra Abd-Al·lah ibn az-Zubayr a la Meca per negociar la seva rendició a canvi del perdó; Al-Hajjaj va obeir i va avançar sense lluita fins a Taïf on va entrar sense oposició, però Ibn al-Zubayr no es va voler rendir i fou assetjat.

## El setge
Al-Hajjaj ibn Yússuf no volia fer córrer la sang a la ciutat santa, però com que el setge s'allargava, va demanar permís al califa per conquerir la ciutat i el va obtenir; va rebre reforços i va iniciar un bombardeig de pedres amb catapultes situades a la muntanya d'Abu Kubays, en el qual fins i tot fou bombardejada la Kaba quan els peregrins es trobaven assetjats.
Després de set mesos de setge la gent d'Abd-Al·lah ibn az-Zubayr, uns deu mil homes, fins i tot dos dels seus fills, van passar al camp d'Ibn Yusuf, i ibn al-Zubayr va morir en els combats a l'entorn de la Kaba junt als seus partidaris més fidels i el seu fill petit l'octubre del 692.

## Conseqüències
En recompensa Al-Hajjaj ibn Yússuf va rebre el govern d'Hedjaz, el Iemen i la Yamana, del califa, Va dirigir les peregrinacions durant dos anys i va fer reconstruir la Kaba que havia patit alguns danys.